# Lera

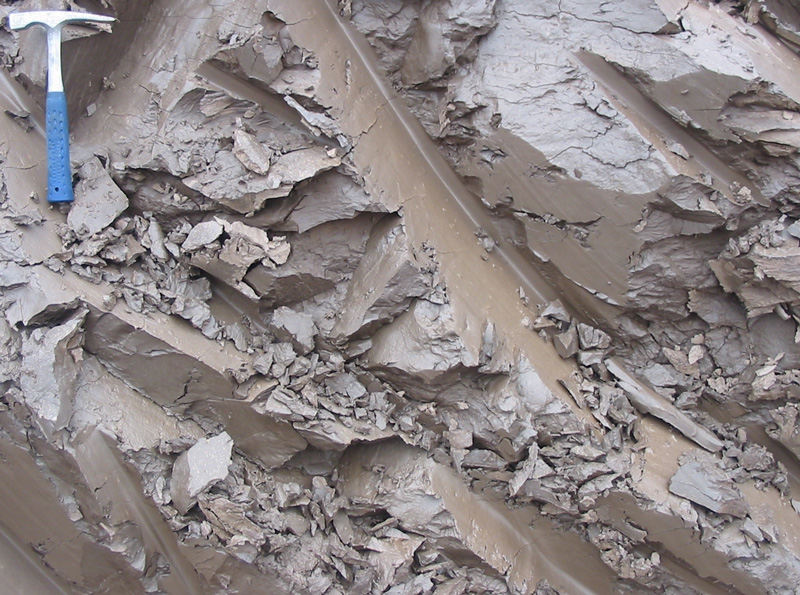
Lera.

Lera är en finkornig jordart där över 15 procent av vikten består av partiklar med en diameter på mindre än 0,002 mm. Partiklarna benämnes ler. Lera är den mest finkorniga vittrings- och erosionsprodukten och dess sammansättning, liksom andra sediment, speglar sammansättningen av den ursprungliga vittring och erosionsprodukten. I Sverige är illit normalt den mest förekommande komponenten. Ler kan dessutom innehålla partiklar (sekundära lermineral) bildade av vattenlösta (vittrade) kisel-, aluminium- och järnoxider.

## Bildning
Eftersom lera är en mycket finkornig vittringsprodukt kan den forslas relativt långt ifrån sitt ursprungsområde då partiklarna följer med vattenströmmarna ut till havet eller större sjöar och där kan bilda vitt utbredda och mäktiga avlagringar. När leror genomgår diagenes bildas bergarten skiffer.

## Egenskaper
En leras mineralogiska egenskaper påverkar färg och fysiska egenskaper så som mättnadsgrad och plasticitet. En lera kan absorbera vatten upp till 60–70 % av sin egen vikt men när mättnad sedan har uppnåtts släpper leran inte genom någon mer vätska, vilket gör att man brukar kalla leran för ogenomtränglig för vatten. Man hittar därför leror i varierande färg (vit, gul, brun, röd, grå, blågrå, gröngrå och svart), och leror som är mer eller mindre plastiska, mer eller mindre vattenuppsugande, av högre eller lägre eldfasthetsgrad och så vidare.
I vått tillstånd är lera formbar medan den i torrt tillstånd är en mer eller mindre fast sammanhängande massa som består av stoft av fina partiklar. Torr lera har ofta en fuktighetskvot på ca 10-15 % och låter sig inte bearbetas utan betydande svårigheter. Leror har jordartat eller tätt "brott", de fastnar vid tungan och när den är fuktig ger den karakteristiska lerlukten.

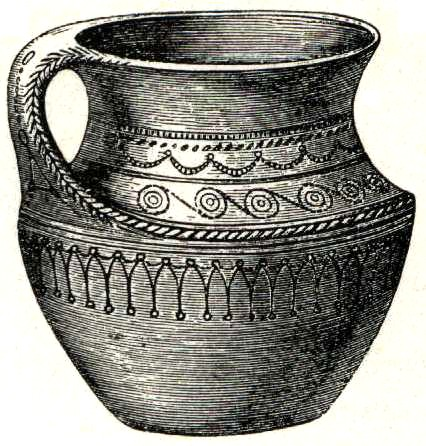
Lerkärl från järnåldern, funnet på Gotland

## Användningsområden
Lera har flera användningsområden, bland annat i pappersindustrin (kaolin), till keramik, inom spa och som tätningslager.

## Olika benämningar på leror
- Eldfast lera har en grå eller gråsvart naturlig färg men blir vit eller ljusgul vid bränning. Den klarar av mycket höga temperaturer utan att smälta och används därför till deglar samt till tegel (eldfast tegel) för uppförande av smältugnar. Om leran inte är fullt eldfast, utan sintrar eller förglasas vid höga temperaturer kallas den för klinkerlera och används till bland annat trottoar- och golvklinker. I Sverige förekommer denna typ av lera tillsammans med stenkolslager i Skåne.
- Åkerlera kallas den i Sverige vitt utbredda, gråa eller grågula, oskiktade, ofta sandiga postglaciala lera som huvudsakligen bildar åkerjorden inom landets mest odlade bygder.
- Blålera eller sjölera är andra namn för blå respektive grå glacial och postglacial lera.
- Fet lera kallas lera med stort innehåll av ler.
- Gjutlera är en lera med tillsatser som bl.a. gör att leran lämpar sig för gjutning.
- Kvicklera är en speciell sorts lera som har orsakat flera jordskred både i Västsverige och Norge. Detta orsakas ofta av salturlakning.
- Mager lera är en lera med litet innehåll av ler och ofta mycket sand.
- Märgel är en lera som oftast har lägre kalkhalt än blålera.
- Nepolera är en lera som har använts som tegellera.
- Piplera kallas den lera som används för tillverkning av pipor. Den är vit, plastisk, behåller sin vita färg vid bränning. Pipleran upptar även olja och fettämnen och har använts som valklera vid valkning av ylletyger samt för putsning av remtyg. Den har även använts för att rena såväl organiska som mineraloljor.[1]
- Rödlera  kallas en lera med låg kalkhalt som vid bränning ger rött tegel.
- Saltlera kallas en lera som innehåller höga halter av koksalt. Den hittas ofta tillsammans med lager av stensalt.
- Skifferlera användes ibland vid tegeltillverkning.
- Stengodslera kallas en lera med högre smältpunkt än tegellera(blålera, grålera och rödlera) men lägre smältpunkt än eldfast lera.
- Svartlera är en mörk, ofta svartfläckig lera som är full av förmultnande organiska rester vilket gör att den stinker. Den förekommer i somliga låglänta trakter och har sannolikt aldrig varit fullständigt uttorkad eller utsatt för luftens inverkan.
- Valklera är en lerig, men inte plastisk, jordartad massa, som suger åt sig olja och fett och har använts vid valkning av kläde. Finns ej i Sverige.
- Varvig lera är i Sverige en allmän senglacial lera, som är tydligt skiktad och speglar sedimenttransporten under olika årstider.